# جشن گل فوجی

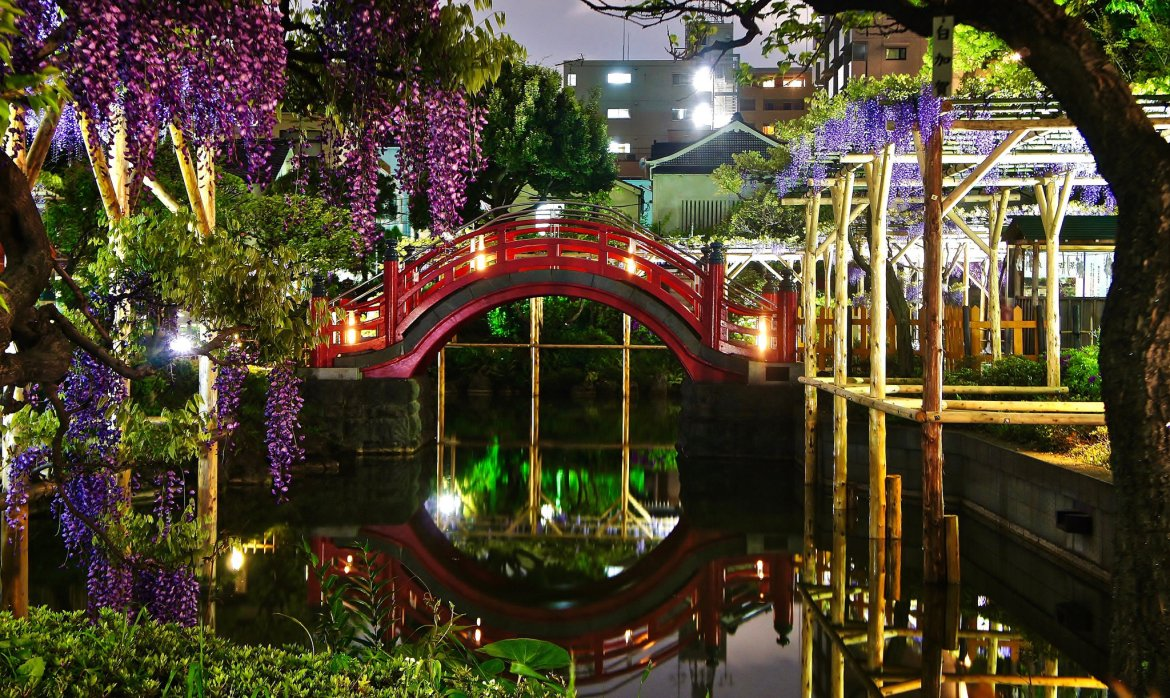

جشن گل فوجی (انگلیسی: Fuji Matsuri) یکی از جشن‌های ژاپن است که در ماه‌های آوریل و مه در جشن‌های توکیو و دیگر استان‌ها، استان شیزوئوکا، اوکازاکی و استان آیچی برگزار می‌شود.